# اقامتگاه مادرزادی
اقامتگاه مادرزادی (انگلیسی: Matrilocal residence) در انسان‌شناسی اجتماعی به سیستم اجتماعی یا جامعه‌ای گفته می‌شود که در آن یک زوج متأهل با یا در نزدیکی والدین زن زندگی می‌کنند؛ بنابراین، فرزندان ماده یک مادر در (یا نزدیک) خانه مادر زندگی می‌کنند، بنابراین خانواده‌های بزرگ یا طایفه‌ای را تشکیل می‌دهند که معمولاً از سه یا چهار نسل تشکیل می‌شود که در همان مکان زندگی می‌کنند.